# Корейский институт перспективных исследований
Корейский институт перспективных исследований (한국 고등 과학원 KIAS 韩国 高等 科学院) является научно-исследовательским институтом в области математики, физики и информатики в Тондэмунгу, Сеул. Институт был основан в 1996 году.
По состоянию на 2012 год в институте работало 24 профессора и 100 исследователей. Является структурным подразделением KAIST.

## Знаменитые сотрудники Института
- Зельманов, Ефим Исаакович
- Сасскинд, Леонард
- Сен, Ашок
- Костерлиц, Джон